# André Louis Guillaume (architecte et photographe)
André Louis Guillaume (né le 2 juin 1903 à Paris et mort le 27 avril 1982 à Compiègne) est un architecte français, principalement connu pour ses réalisations dans l’Oise au lendemain de la Seconde Guerre mondiale. Par ailleurs photographe, il est en 1945 la cheville ouvrière du nouveau service photographique dépendant du ministère de la Reconstruction et de l'Urbanisme (MRU).

## Biographie
Il étudie aux Arts Décoratifs de 1920 à 1922, puis intègre les Beaux-Arts de Paris, dans l’atelier d'Henri Deglane de 1923 à 1930, avec une interruption pour effectuer son service militaire dans le Génie à Épinal,.
Il travaille dès 1922 dans le cabinet des architectes Delaître et Prunier à Paris et à Saint-Quentin (Aisne). Il devient architecte DPLG le 4 juin 1930.
Il épouse en 1929 Odette Dubouis. Le couple s'installe à Paris, Boulevard Saint-Germain, où naissent leurs deux filles, Francine en 1930 et Geneviève en 1931.
Passionné par la photographie depuis le début des années 1930, il ne quittera plus son appareil photographique, notamment son Rolleiflex, tant pour ses activités professionnelles que pour ses loisirs.
Après avoir travaillé, de 1931 à 1939, avec les architectes Caillaux et Cicogagni, il devient salarié de Gabriel Lacourt, géomètre architecte à Pont-Sainte-Maxence (Oise). Il s’installe avec sa famille à Sarron (Oise).
Mobilisé en 1939 comme sergent vaguemestre dans le Génie, il échappe à la captivité.
En janvier 1941, recruté par le Commissariat à la reconstruction comme chef de la sous-section de Compiègne, il s'installe dans la Cité Impériale. Il rencontre alors l’architecte en chef Jean Philippot. Il y réalise un grand reportage photographique sur les destructions de Compiègne en 1940 et l’état de la cité avant sa reconstruction.

### Photographe du ministère de la Reconstruction et de l'Urbanisme (MRU) de 1945 à 1948
En 1945, André-Louis Guillaume est recruté par le MRU dirigé par Raoul Dautry, le beau-père de Jean Philippot.
Il est affecté au service photographique et cinématographique de la Direction du Plan. Au sein d'une petite équipe de photographes salariés chargés de documenter l'état de la France en 1945 et des aménagements consécutifs à la guerre, il sillonne toute la France. Il photographie principalement les dommages de guerre, les opérations de déminage ou encore les chantiers de reconstruction. Il réalise, par ailleurs, les photographies et vraisemblablement la maquette du Livre blanc de la Reconstruction, dont l'exemplaire unique est remis au général de Gaulle.
Son poste est supprimé le 1er août 1948. Il reprend alors ses activités d'architecte.

### Ses chantiers de l'après-guerre
De retour à Pont-Sainte-Maxence, il s'associe avec Gabriel Lacourt, puis s'installe à son compte. Il est chargé de nombreux chantiers publics et privés : des écoles, la reconstruction d'une partie du centre-ville de Creil ou encore la coopérative de Verberie.
Lié d'amitié avec Jean Philippot, l'architecte en chef de la reconstruction de Compiègne,, il se voit confier, en tant que chef d'opération, des îlots majeurs du centre-ville, notamment les abords du pont. De ce fait, il se réinstalle dans la Cité impériale en 1954.
Son agence réalise, de la fin des années 1950 au début des années 1970, seule ou en collaboration, une série de constructions à Compiègne dont la nouvelle église Saint-Éloi (1962), la polyclinique Saint-Côme située rue Carnot (1962-2009) et de nombreuses résidences (Les Cèdres, Les Fresnes, les Érables, Saint-Fiacre ou encore la résidence Carnot). L’architecte y aménage d’autres locaux administratifs, industriels ou commerciaux (caserne de pompiers, garage, librairie...).
Ses chantiers se concentrent essentiellement dans l'Oise, dans le Compiégnois mais aussi dans les secteurs de Beauvais, Creil, Pont-Sainte-Maxence.
André Louis Guillaume cesse progressivement son activité dans les années 1970. Il décède le 27 avril 1982. Il est inhumé au cimetière Nord de Compiègne.

### Archives
Les clichés réalisés par André Louis Guillaume pour le compte du le MRU sont conservés au sein de la photothèque du ministère de la Reconstruction devenu depuis ministère de la Transition écologique,.
Des milliers de photographies ont été remises par la famille d'AL Guillaume au service des Archives de Compiègne et son Agglomération. Elles sont consultables sur place et en partie sur leur site internet.